# Середньонижньонімецька мова
Середньонижньонімецька мова або середньосаксонська мова (самоназва: Sassisch; нім. Mittelniederdeutsche Sprache, нід. Middelsassisch, Middelnedderdüütsch) — західногерманська мова, нащадок старонижньонімецької, предок сучасної нижньонімецької мови. Слугувала як лінгва-франка для мешканців Ганзейської унії у 12-15 століттях.

## Пов'язані мови

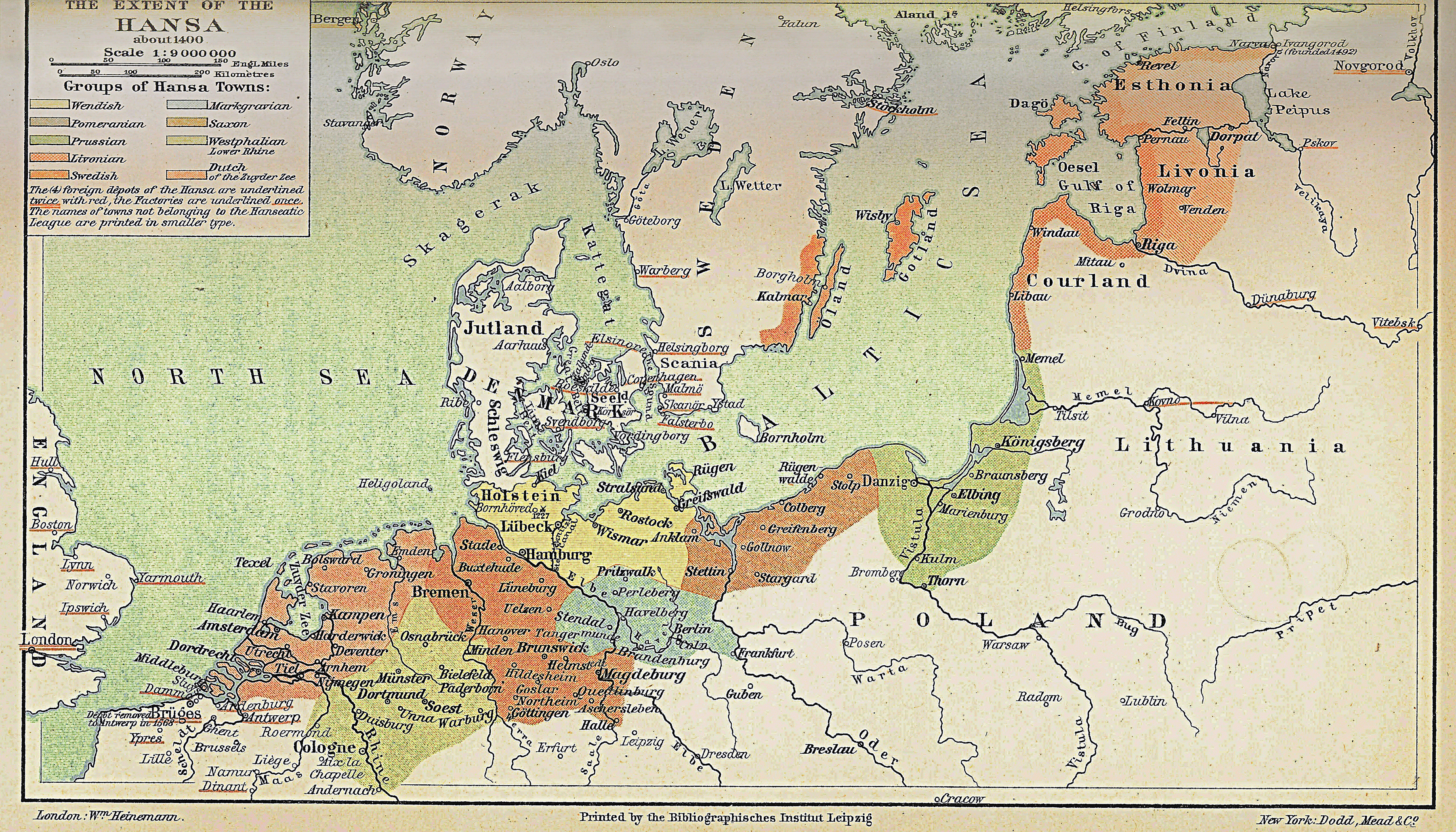
Мапа Ганзейської унії, місця розповсюдження середньонижньонімецької мови

Сусідами середньонижньонімецької мови були споріднені з нею середньонідерландська на заході та середньоверхньонімецька на півдні. Часом виділяють діалектний континуум, який включав в себе й інші континентальні західногерманські мови від Фландрії до східної Балтики, хоча в іншому випадку середньонижньонімецьку розглядають окремо від її близьких мов на заході, таких як середньонідерландська.
Середньонижньонімецька мова здійснила значний вплив на ряд інших мов, якими говорять навколо Балтійського моря, внаслідок активності ганзейських торговців. Найбільшу кількість запозичень з середньонижньонімецької відмічають в естонській, латвійській та скандинавських мовах.

## Історія
Мова використовувалась, як офіційна мова в місті Любек, центрі Ганзейської унії. За деякими твердженнями тут же був створений мовний стандарт середньонижньонімецької мови так званий «Lübecker Norm», але більш глибокі дослідження не знайшли доказів про те, що середньонижньонімецька мова мала літературну норму.
В пізньому середньовіччі середньонижньонімецька мова поступилась престижністю ранній сучасній верхньонімецькій мові. Причиною цього був занепад Ганзейської унії, а також домінування півдня Німеччини в культурній сфері під час Реформації.
Вплив середньонижньонімецької помітний не лише в мовах Балтики, а й в стандартній німецькій та англійській мовах.

## Література середньонижньонімецькою

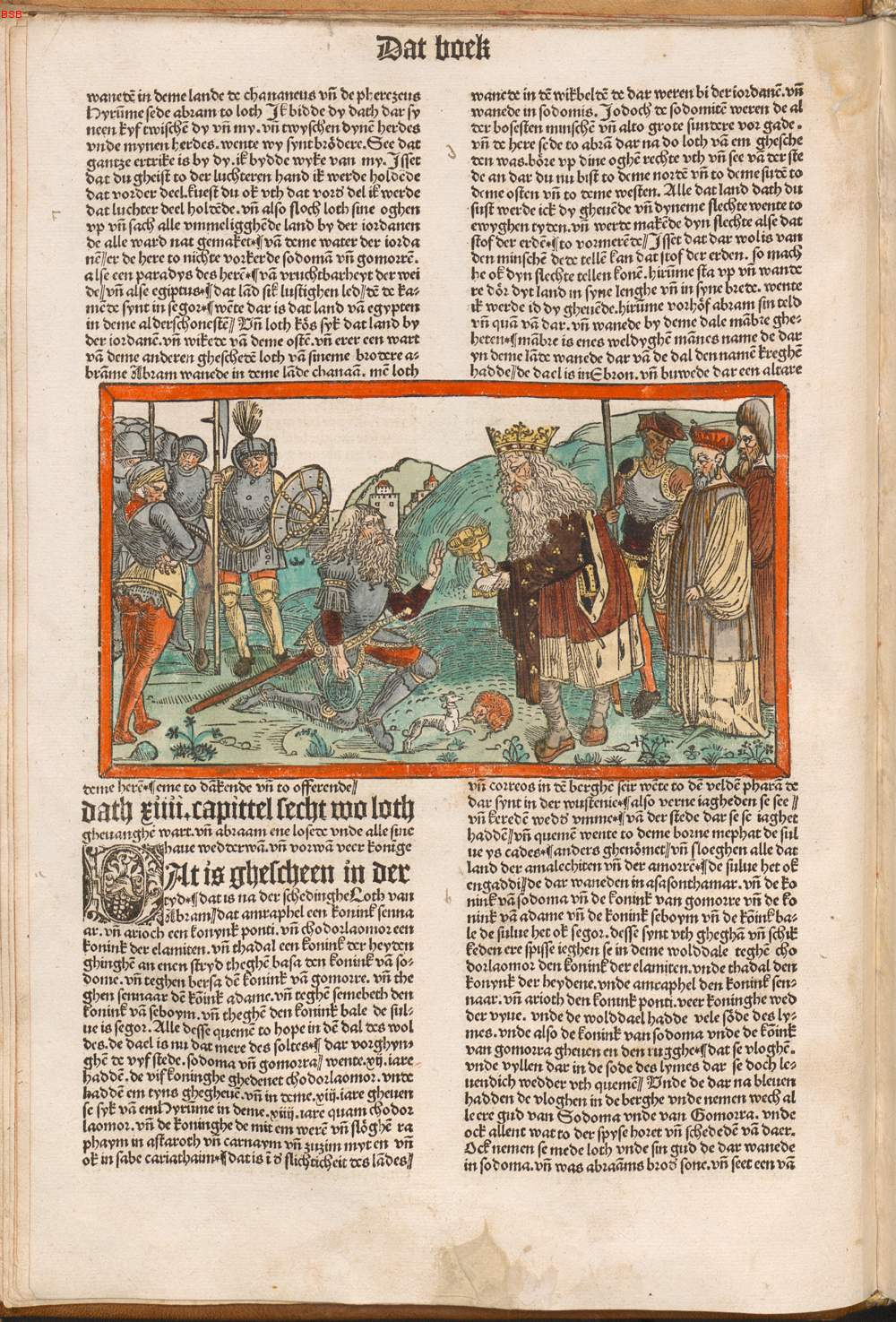
Любецька Біблія, 1494 рік